# 4282 Endate
A 4282 Endate (ideiglenes jelöléssel 1987 UQ1) a Naprendszer kisbolygóövében található aszteroida. Ueda Szeidzsi és Kaneda Hirosi fedezte fel 1987. október 28-án.